# Interés legal del dinero (España)
El interés legal del dinero es el tipo porcentual, legalmente establecido, que sirve para calcular el montante de la indemnización por daños y perjuicios que el deudor debe abonar al acreedor cuando aquel incurre en mora; es decir, en retraso culpable (intencionado o negligente) en el cumplimiento de su principal obligación de pagar cierta cantidad de dinero -moneda de curso legal- que adeuda.
Este recargo legal constituye una penalización por el retraso en el cumplimiento de una obligación principal de pago, y únicamente rige para aquellos casos en que no estuviera estipulado entre el acreedor y el deudor otro interés contractual distinto y aplicable para esa eventualidad, o bien si no hubiese vigente otra norma jurídica más específica que establezca un tipo porcentual de interés diferente, aplicable por razón de la concreta materia de que se trate. Su naturaleza jurídica la regula el artículo 1108 del Código Civil de España.
En definitiva, el interés legal del dinero es el tipo porcentual de interés simple anual (en principio, salvo que resulte de aplicación lo establecido en el artículo 1109 del Código Civil, más abajo transcrito en 'Otras determinaciones legales') que, a modo de recargo indemnizatorio o penalización, resulta aplicable sobre determinada cantidad de dinero adeudada, la cual ha de ser líquida, o al menos liquidable por constar todos los datos necesarios para efectuar el cálculo de su liquidación, y estar vencida, siendo por ello exigible el cumplimiento de la obligación del pago principal que, sin embargo, oportunamente no se cumplió a su debido tiempo; cuyo tipo de interés está determinado por una norma jurídica con rango de ley y se aplica, a falta de pacto expreso en otro sentido concertado entre las partes y a falta también de otra norma jurídica que resulte más específicamente aplicable a la clase de obligación de que se trate, cuando una persona o entidad se retrasa en cumplir su obligación de pago de cierta cantidad principal de dinero (por ejemplo, el precio de una compraventa, la devolución del capital que se le había prestado y/o de los intereses remuneratorios del préstamo y en otras situaciones similares). Pero resultará aplicable siempre y cuando el deudor sea verdaderamente responsable del retraso producido en el cumplimiento de la obligación principal de pago que tenía contraída.
Se constituye así como una nueva obligación de pago, la cual es accesoria de la principal obligación de pago que quedó incumplida a su debido tiempo. Por tanto, en virtud del principio jurídico «accesorium sequitur principale» (lo accesorio sigue la misma suerte que lo principal), cuando por ejemplo prescribe la deuda principal ya no pueden liquidarse sus intereses moratorios. Así lo tiene declarado el Tribunal Supremo de España: "la prescripción de la obligación principal comporta, de acuerdo con el principio jurídico accesorium sequitur principale, la imposibilidad de liquidar intereses de demora" (STS, 3.ª, de 25/11/2013, recurso de casación n.º 5794/2011, fundamento de derecho 3º.1).
Al tratarse de un interés simple anual, se determina aplicando la siguiente fórmula: I = C * i * t
Donde, "I" es la cantidad de dinero resultante; "C" es el importe de la obligación principal adeudada; "i" es el tipo de interés aplicable; y "t" el tiempo durante el que se aplica ese interés.
Por ejemplo, un señor adeuda 1.000 € a otro, el tipo de interés legalmente aplicable es del 3%, y esta situación se prolonga durante 100 días. Pues, los intereses devengados en ese tiempo ascenderán a 8,22 €, por lo siguiente: 1.000 € de principal multiplicado por 3% de tipo de interés, da unos intereses de 30 € al año; lo que dividido entre los 365 días del año, supone 0,0822 € al día; y multiplicado por los 100 días que integran el periodo de aplicación, da el resultado indicado de 8,22 € en esos 100 días.

## Antecedentes históricos

### Su evolución en el ámbito territorial español
El interés legal se estableció por primera vez en el Código Civil de 24 de julio de 1889, fijándose en el tipo anual del 6% y, posteriormente, por Ley de 2 de agosto de 1899, en el 5%. La Ley de 7 de octubre de 1939  lo redujo hasta el 4%, manteniéndose en ese nivel hasta lo dispuesto por la Ley 24/1984, de 29 de junio, de Modificación del tipo de interés legal, que establece en su artículo primero: «el interés legal se determinará en la Ley de Presupuestos Generales del Estado».
Ahora bien, durante el periodo comprendido desde la entrada en vigor de la citada Ley 24/1984, de 29 de junio, hasta la vigencia de la Ley de Presupuestos para el año 1985, el interés legal del dinero quedó equiparado al tipo básico o de redescuento del Banco de España, que se encontraba establecido en el 8% anual por la vigencia de la Orden del Ministerio de Economía de 23 de julio de 1977 (BOE núm. 177, de 26 de julio). Más adelante, la Ley 66/1997, de 30 diciembre, en su artículo 68, eliminó definitivamente del ordenamiento jurídico español toda vinculación del interés legal del dinero con el tipo de interés básico del Banco de España o tipo de redescuento, disponiendo: «Las referencias efectuadas en la legislación vigente al tipo de interés básico del Banco de España se entenderán realizadas al tipo de interés legal del dinero determinado en la Ley de Presupuestos Generales del Estado.- Salvo pacto en contrario, la sustitución del tipo de interés básico del Banco de España por el tipo de interés legal del dinero no eximirá del cumplimiento de lo establecido en aquellos contratos que contengan referencias al citado tipo de interés ni otorgará a las partes la facultad de alterar su contenido o resolverlo unilateralmente.»
A partir de entonces, todas las Leyes de Presupuestos Generales (y en ocasiones especiales también otras normas con rango de ley -Real Decreto-Ley-) han señalado el tipo de interés aplicable siguiendo la tendencia de los mercados financieros, pudiendo revisarse el tipo fijado en consonancia con la evolución de los tipos de interés de la deuda pública, de acuerdo con la disposición adicional sexta de la Ley 65/1997. Sin embargo, esta previsión legal no siempre ha sido aplicada, dado que, por ejemplo, en los años 2011 y 2012 (con Gobiernos de distinto signo político) se alcanzaron niveles históricos al alza de la deuda pública española en los mercados financieros y, en cambio, el interés legal del dinero no experimentó alteración alguna.
El interés legal del dinero, pues, debería establecerse por las Cortes Generales (directamente, con la aprobación de las leyes presupuestarias de cada año, o mediante ratificación de un previo Real Decreto-Ley aprobado por el Gobierno de la Nación), teniendo en cuenta la coyuntura y expectativas económicas existentes en el momento de ser fijado y se publica, al tiempo de ser publicada la norma de rango legal que lo fija, en el Boletín Oficial del Estado (BOE).  Desde la invocada Ley de 1984, habitualmente su vigencia es la del año natural, aunque no siempre esto ha sido así pues, como se ha dicho, en ocasiones la coyuntura económica ha obligado a prorrogarlo o incluso a modificarlo antes de que expirase el plazo anual inicialmente previsto en la correspondiente ley presupuestaria que lo fijó.
No obstante, en el año 2012, por primera vez, se produjo la particularidad de que inicialmente -durante un periodo de tiempo que coincidió exactamente con la primera mitad del año- el tipo de interés vigente no fue fijado por la Ley de Presupuestos de ese año sino en virtud de prórroga tácita (no expresamente declarada por disposición alguna) de ley de presupuestos del año anterior, como consecuencia de imperativo constitucional. En efecto, para el año 2011 el interés legal estaba establecido en el 4% por su correspondiente ley presupuestaria, tal y como se expone en la tabla de más abajo; pues bien, ese mismo tipo de interés es el que inicialmente ha de considerarse vigente para la primera mitad del año 2012, dado que el artículo 134.4 de la Constitución española de 1978 establece que “si la Ley de Presupuestos no se aprobara antes del primer día del ejercicio económico correspondiente, se considerarán automáticamente prorrogados los Presupuestos del ejercicio anterior hasta la aprobación de los nuevos”. Y como quiera que el Real Decreto 1329/2011, de 26 de septiembre, dispuso la disolución del Congreso de los Diputados y del Senado y la convocatoria de elecciones generales para el 20 de noviembre de 2011, como consecuencia de ello no llegó a ser aprobada la Ley de Presupuestos Generales del Estado para el año 2012 antes del 1 de enero de 2012, que era el primer día del nuevo ejercicio económico, por lo que, en aplicación del precepto constitucional transcrito, hubo de considerarse tácitamente prorrogado para el año 2012 el mismo interés legal del dinero fijado en la Ley de Presupuestos del año 2011. Y es que, como se ha visto, dado que el tipo básico del Banco de España había quedado derogado por la Ley 66/1997, ya no resultaba éste aplicable como interés legal del dinero en defecto de su fijación por la ley presupuestaria, que es lo que originariamente tenía previsto el artículo 1 de la tan aludida Ley de 1984.
Posteriormente, con efecto para la segunda mitad del año, ya sí fue promulgada la Ley de Presupuestos Generales del Estado para 2012, mediante Ley 2/2012, de 29 de junio, publicada en el BOE de 30 de junio de 2012, por cuya disposición adicional 13.ª quedó fijado el tipo de interés en el 4% hasta el 31 de diciembre de este año 2012. Con lo que finalmente es el mismo tipo de interés el vigente para todo el año, pero con base legal distinta para la primera y para la segunda mitad del año.
En el año 2017 volvió a suceder algo parecido. Los sucesivos procesos electorales habidos en España durante los años 2015 y 2016 determinaron que no se pudiese aprobar por las Cortes Generales a su tiempo el presupuesto para el año 2017 (se aprobó en junio de 2017), por lo que se inició este año con el presupuesto que había sido aprobado para 2016 tácitamente prorrogado, conforme al precepto constitucional anteriormente mencionado.
En 2018 se repitió la prórroga del tipo de interés vigente en el año anterior por aplicación del mandato constitucional, en este caso la falta de aprobación legal se ha debido a la situación de minoría parlamentaria del Gobierno del PP, que no consiguió reunir a tiempo los apoyos necesarios para sacar adelante la ley de presupuestos antes del comienzo del año. Finalmente la ley de presupuestos de este año 2018 fue elaborada por el Gobierno del Partido Popular y aprobada por el Congreso en mayo de ese año, aunque mediando moción de censura, su aprobación por el Senado, donde el PP tenía mayoría absoluta, tuvo lugar ya con gobierno del PSOE, al haber triunfado entre tanto dicha moción de censura. En cualquier caso, la Ley de Presupuestos Generales del Estado para 2018 ha mantenido el tipo del 3% como interés legal para todo este año, con lo que ninguna incidencia ha producido finalmente respecto al tipo vigente la aprobación de dicha ley.
Asimismo, en 2019 y 2020 también se ha dado lugar a la prórroga del tipo de interés vigente en el año anterior por aplicación del mandato constitucional, en este caso la falta de aprobación legal se debió a la situación de minoría parlamentaria del Gobierno del PSOE, que tampoco consiguió reunir a tiempo los apoyos necesarios para sacar adelante la ley de presupuestos antes del comienzo de dichos años, por lo que mantienen vigencia los del año 2018.
Desde el año 2021, con el primer gobierno de coalición integrado por PSOE y Unidas Podemos con el apoyo de otras formaciones, se volvió a la normalidad presupuestaria, logrando su vigencia desde el día 1 de enero. Sin embargo, tras las elecciones generales del año 2023, volvió la inestabilidad política que provocó que no pudieran aprobarse los Presupuestos Generales del Estado para 2024 antes del día 1 de enero, por lo que quedaron prorrogados tácitamente los del año anterior, conforme a lo previsto en la Constitución. De igual forma, al finalizar el año 2024 tampoco han podido aprobarse los Presupuestos Generales del Estado para el año 2025 antes del 1 de enero de este año, por lo que por imperativo constitucional se prorrogan nuevamente los que se aprobaron para el año 2023.
El tipo de interés legal del dinero más bajo de la historia lo establecieron las Leyes de Presupuestos Generales del Estado para los años 2016, 2017, 2018 (ésta con vigencia prorrogada hasta 2020) y 2021, en el 3,00%; el más alto, en el 11%, fue el fijado por la Ley de Presupuestos para 1985 (ver tabla).

### El caso especial del Protectorado español de Marruecos
Es de poner de relieve, históricamente hablando, que en el ámbito territorial del Protectorado español de Marruecos, el tipo de interés legal tuvo un tratamiento específico: se estableció en el 6% anual y no se podían convenir otros tipos de interés que excedieran al 12% anual, según lo dispuesto en Dahir de 1 de junio de 1914 (B.O. Marruecos del 10), quedando posteriormente fijado en el 4% anual, por el Dahir de 29 de marzo de 1946 (B.O. Marruecos núm. 19, de 10 de mayo), hasta que finalizó el protectorado, operado por el Acuerdo Hispano-Marroquí de 7 de abril de 1956.

## Interés de demora tributario
Esta clase de interés legalmente establecido se aplica específicamente, por razón de la materia, a las operaciones de particulares, empresas e incluso organismos públicos con la Agencia Tributaria. La Ley General Tributaria lo define como una prestación accesoria que se exigirá a los obligados tributarios y sujetos infractores como consecuencia de la realización de un pago fuera de plazo o de un cobro improcedente.
Inicialmente se calculaba incrementando en un 25% el tipo de interés legal del dinero, pero a partir del año 1987 aparece especificado en la misma disposición adicional de la Ley de Presupuestos Generales del Estado de cada año en la que se establece el Interés legal del dinero, aunque en algunas ocasiones igualmente ha tenido que ser modificado antes de que se cumpliese el plazo anual inicialmente establecido en la correspondiente ley presupuestaria.
Se puede apreciar también su evolución histórica en la tabla más abajo expuesta.

## Interés de demora comercial
Se regula por trasposición al ordenamiento jurídico español de la Directiva 2000/35/CE, del Parlamento Europeo y del Consejo, de 29 de junio de 2000, que se efectuó por Ley 3/2004, de 29 de diciembre, la cual fue modificada posteriormente en primer lugar por la Ley 15/2010, de 5 de julio, y se aplica a los contratos suscritos con posterioridad al 8 de agosto de 2002, como recargo en las operaciones concertadas por empresas entre sí o de éstas con las Administraciones Públicas, cuando se excedan los plazos de cobro marcados en el acuerdo comercial o en los siguientes supuestos, en caso de no fijación de plazos en el contrato:
- 60 días (antes de la modificación legal mencionada eran 30 días) después de la fecha de recepción de las mercancías o prestación de los servicios. Este plazo de pago no podrá ser ampliado por acuerdo entre las partes.
- Si legalmente o en el contrato se ha dispuesto un procedimiento de aceptación o de comprobación mediante el cual deba verificarse la conformidad de los bienes o los servicios con lo dispuesto en el contrato y si el deudor recibe la factura antes de finalizar el período para realizar dicha aceptación, el plazo de pago que debe cumplir el deudor se computará a partir del día de recepción de los bienes o servicios adquiridos y no podrá prolongarse más allá de los sesenta días contados desde la fecha de entrega de la mercancía.
- Los proveedores deberán hacer llegar la factura o solicitud de pago equivalente a sus clientes antes de que se cumplan 30 días desde la fecha de recepción efectiva de las mercancías o prestación de los servicios.
- La recepción de la factura por medios electrónicos producirá los efectos de inicio del cómputo de plazo de pago, siempre que se encuentre garantizada la identidad y autenticidad del firmante, la integridad de la factura, y la recepción por el interesado.
- Podrán agruparse facturas a lo largo de un período determinado no superior a 15 días, mediante una factura comprensiva de todas las entregas realizadas en dicho período, factura resumen periódica, o agrupándolas en un único documento a efectos de facilitar la gestión de su pago, agrupación periódica de facturas, y siempre que se tome como fecha de inicio del cómputo del plazo, la fecha correspondiente a la mitad del período de la factura resumen periódica o de la agrupación periódica de facturas de que se trate, según el caso, y el plazo de pago no supere los 60 días desde esa fecha.

Quedan fuera de su ámbito de aplicación:
a) Los pagos efectuados en las operaciones comerciales en las que intervengan consumidores.
b) Los intereses relacionados con la legislación en materia de cheques, pagarés y letras de cambio y los pagos de indemnizaciones por daños, incluidos los pagos por entidades aseguradoras.
c) Las deudas sometidas a procedimientos concursales incoados contra el deudor, que se regirán por lo establecido en su legislación especial.
Posteriormente la citada Ley 3/2004, de 29 de diciembre, resultó nuevamente modificada por el Real Decreto-ley 4/2013, de 22 de febrero, de medidas de apoyo al emprendedor y de estímulo del crecimiento y de la creación de empleo, por el que se amplía de siete a ocho puntos porcentuales el diferencial a sumar al tipo de interés aplicado por el Banco Central Europeo a su más reciente operación principal de financiación, efectuada antes del primer día del semestre natural de que se trate.
En aplicación de la indicada Ley y sus siguientes modificaciones, esta penalización por demora se calcula, por el Ministerio de Economía y Hacienda anteriormente, luego por el Ministerio de Economía y Competitividad, después por el Ministerio de Economía, Industria y Competitividad, Ministerio de Economía y Empresa, Ministerio de Asuntos Económicos y Transformación Digital y últimamente por el Ministerio de Economía, Comercio y Empresa, publicándose semestralmente en el BOE mediante Resolución, primero fue de la Dirección General del Tesoro y Política Financiera; posteriormente, desde junio de 2012, de la Secretaría General del Tesoro y Política Financiera; y desde junio de 2018, de la Secretaría General del Tesoro y Financiación Internacional.
Puede consultarse su evolución histórica en la tabla subsiguiente.

## Otras determinaciones legales
Aparte de las especialidades ya vistas (interés de demora tributario e interés de demora comercial), en ocasiones la ley al regular determinadas materias de forma específica introduce concreciones sobre los intereses moratorios que han de resultar especialmente aplicables a esas materias.
Es el caso, por ejemplo, de la regulación del contrato de seguro, donde la ley prevé intereses especiales que deberán abonar las compañías aseguradoras a los perjudicados por siniestros cubiertos por los contratos de seguro que aquellas tengan suscritos, cuando las aseguradoras incurren en retrasos injustificados en el pago de las indemnizaciones procedentes. Estos intereses se establecen por el artículo 20.4 de la Ley 50/1980, de 8 de octubre, reguladora del Contrato de Seguro, en un interés anual igual al del Interés Legal del Dinero vigente en el momento en que se devengue, incrementado en el 50 por 100; estos intereses se considerarán producidos por días, sin necesidad de reclamación judicial. Pero transcurridos dos años desde la producción del siniestro sin haber sido pagada ni consignada la indemnización, el Juez no podrá imponer a la aseguradora un interés anual inferior al 20 por 100.
De igual forma, la Ley 1/2000, de 7 de enero, de Enjuiciamiento Civil, en su artículo 576, regula los Intereses de mora procesal, cuyo precepto básicamente dispone que desde que es dictada una sentencia u otra resolución que establezca una obligación de pago de dinero en cualquier orden jurisdiccional (civil, penal, contencioso-administrativo o laboral) y salvo las especialidades legalmente previstas para las Haciendas públicas, las cantidades cuyo pago hayan sido objeto de condena en dichas resoluciones judiciales devengarán el interés legal del dinero incrementado en dos puntos, a falta de pacto expreso establecido al respecto entre las partes o en disposición legal específica que resulte aplicable.
En todo caso, en general, se deberá tener en cuenta además que el artículo 1173 del Código Civil  dispone: «Si la deuda produce interés, no podrá estimarse hecho el pago por cuenta del capital mientras no estén cubiertos los intereses».
Y aunque el anatocismo (la posibilidad de aplicar intereses sobre intereses) no está permitido por el artículo 317 del Código de Comercio en el ámbito mercantil, salvo que medie entre las partes contratantes pacto por escrito aceptándolo, por el que se capitalicen los intereses líquidos y no satisfechos, que, como aumento de capital devengarán nuevos réditos; sin embargo, el artículo 1109 del Código Civil, al regular los Intereses vencidos, con carácter general determina: «Los intereses vencidos devengan el interés legal desde que son judicialmente reclamados, aunque la obligación haya guardado silencio sobre este punto. En los negocios comerciales se estará a lo que dispone el Código de Comercio. Los Montes de Piedad y Cajas de Ahorros se regirán por sus reglamentos especiales».
Por su parte, la Ley 38/2003, de 17 de noviembre, General de Subvenciones, por la que se regula el régimen jurídico general de las subvenciones otorgadas por las Administraciones públicas, en su artículo 38, apartado 2, se dispone: «El interés de demora aplicable en materia de subvenciones será el interés legal del dinero incrementado en un 25 por ciento, salvo que la Ley de Presupuestos Generales del Estado establezca otro diferente». Pues bien, desde la promulgación de la Ley de Presupuestos para el año 2021 el tipo de interés aplicable a esta clase de obligaciones viene coincidiendo con el establecido para el interés de demora tributario.

## Tabla con los principales tipos de interés moratorio aplicables en España
Para la determinación de intereses legales anteriores al año 1985, véase el anterior apartado de antecedentes históricos.
| Año  | Interés legal del dinero                                 | Interés de demora tributario                            | Texto legal | Interés de demora comercial                                                                           | Normativa ministerial                                                            |
| 1985 | 11,00%                                                   | -                                                       | Ley 50/1984, de 30-12-1984 | - | -                                                                                |
| 1986 | 10,50%                                                   | Interés legal incrementado en un 25,00%.                | Ley 46/1985, de 27-12-1985 | - | -                                                                                |
| 1987 | 9,50%                                                    | 12,00%                                                  | Ley 21/1986, de 23-12-1986 | - | -                                                                                |
| 1988 | 9,00%                                                    | 11,50%                                                  | Ley 33/1987, de 23-12-1987 | - | -                                                                                |
| 1989 | 9,00%                                                    | 11,00%                                                  | Ley 37/1988, de 28-12-1988 | - | -                                                                                |
| 1990 | 9,00% (hasta el 29/06/1990) 10,00% (desde el 30/06/1990) | 11% (hasta el 29/06/1990) 12,00% (desde el 30/06/1990)  | Real Decreto-Ley 7/1989, de 29-12-1989 Ley 4/1990, de 29-06-1990 | - | -                                                                                |
| 1991 | 10,00%                                                   | 12,00%                                                  | Ley 31/1990, de 27-12-1990 | - | -                                                                                |
| 1992 | 10,00%                                                   | 12,00%                                                  | Ley 31/1991, de 30-12-1991 | - | -                                                                                |
| 1993 | 10,00%                                                   | 12,00%                                                  | Ley 39/1992, de 29-12-1992 | - | -                                                                                |
| 1994 | 9,00%                                                    | 11,00%                                                  | Ley 21/1993, de 29-12-1993 | - | -                                                                                |
| 1995 | 9,00%                                                    | 11,00%                                                  | Ley 41/1994, de 30-12-1994 | - | -                                                                                |
| 1996 | 9,00%                                                    | 11,00%                                                  | Real Decreto-Ley 12/1995, de 28-12-1995 | - | -                                                                                |
| 1997 | 7,50%                                                    | 9,50%                                                   | Ley 12/1996, de 30-12-1996 | - | -                                                                                |
| 1998 | 5,50%                                                    | 7,50%                                                   | Ley 65/1997, de 30-12-1997 | - | -                                                                                |
| 1999 | 4,25%                                                    | 5,50%                                                   | Ley 49/1998, de 30-12-1998 | - | -                                                                                |
| 2000 | 4,25%                                                    | 5,50%                                                   | Ley 54/1999, de 29-12-1999 | - | -                                                                                |
| 2001 | 5,50%                                                    | 6,50%                                                   | Ley 13/2000, de 28-12-2000 | - | -                                                                                |
| 2002 | 4,25%                                                    | 5,50%                                                   | Ley 23/2001, de 27-12-2001 | 10,35% (Desde el día 9-8-2002)                                                                        | Ver referencia                                                                   |
| 2003 | 4,25%                                                    | 5,50%                                                   | Ley 52/2002, de 30-12-2002 | 9,85% (primer semestre) 9,10% (segundo semestre)                                                      | -Misma referencia-                                                               |
| 2004 | 3,75%                                                    | 4,75%                                                   | Ley 61/2003, de 30-12-2003 | 9,02% (primer semestre) 9,01% (segundo semestre)                                                      | -Misma referencia-                                                               |
| 2005 | 4,00%                                                    | 5,00%                                                   | Ley 2/2004, de 27-12-2004 | 9,09% (primer semestre) 9,05% (segundo semestre)                                                      | Resolución de 18/01/2005 Resolución de 30/06/2005                                |
| 2006 | 4,00%                                                    | 5,00%                                                   | Ley 30/2005, de 29-12-2005 | 9,25% (primer semestre) 9,83% (segundo semestre)                                                      | Resolución de 29/12/2005 Resolución de 28/06/2006                                |
| 2007 | 5,00%                                                    | 6,25%                                                   | Ley 42/2006, de 28-12-2006 | 10,58% (primer semestre) 11,07% (segundo semestre)                                                    | Resolución de 28/12/2006 Resolución de 26/06/2007                                |
| 2008 | 5,50%                                                    | 7,00%                                                   | Ley 51/2007, de 26-12-2007 | 11,20% (primer semestre) 11,07% (segundo semestre)                                                    | Resolución de 02/01/2008 Resolución de 27/06/2008                                |
| 2009 | 5,50% (hasta el 31/03/2009) 4,00% (desde el 01/04/2009)  | 7,00% (hasta el 31/03/2009) 5,00% (desde el 01/04/2009) | Ley 2/2008, de 23-12-2008 Real Decreto-Ley 3/2009, de 27-3-2009 | 9,50% (primer semestre) 8,00% (segundo semestre)                                                      | Resolución de 30/12/2008 Resolución de 30/06/2009                                |
| 2010 | 4,00%                                                    | 5,00%                                                   | Ley 26/2009, de 23-12-2009 | 8,00% (primero y segundo semestres)                                                                   | Resoluciones de 29/12/2009 y 30/06/2010                                          |
| 2011 | 4,00%                                                    | 5,00%                                                   | Ley 39/2010, de 22-12-2010 | 8,00% (primer semestre) 8,25% (segundo semestre)                                                      | Resolución de 28/12/2010 Resolución de 28/06/2011                                |
| 2012 | 4,00%                                                    | 5,00%                                                   | Art. 134.4 Constitución española de 1978 (prórroga presupuestaria tácita -ver más arriba, en antecedentes históricos-), para la primera mitad del año; y Ley 2/2012, de 29-06-2012, para la segunda mitad del año, desde el día 1 de julio. | 8,00% (primero y segundo semestre)                                                                    | Resoluciones de 27/12/2011 y 26/06/2012                                          |
| 2013 | 4,00%                                                    | 5,00%                                                   | Ley 17/2012, de 27-12-2012 | 7,75% (del 01/01/2013 al 23/02/2013), 8,75% (del 24/02/2013 al 30/06/2013) y 8,50% (segundo semestre) | Resoluciones de 03/01/2013, 27/02/2013 y 26/06/2013                              |
| 2014 | 4,00%                                                    | 5,00%                                                   | Ley 22/2013, de 23-12-2013 | 8,25% (primer semestre) 8,15% (segundo semestre)                                                      | Resolución de 30/12/2013 (Rectificada BOE 28/04/2014) y Resolución de 27/06/2014 |
| 2015 | 3,50%                                                    | 4,375%                                                  | Ley 36/2014, de 26-12-2014 | 8,05% (primero y segundo semestres)                                                                   | Resoluciones de 30/12/2014 y 29/06/2015                                          |
| 2016 | 3,00%                                                    | 3,75%                                                   | Ley 48/2015, de 29 de octubre | 8,05% (primer semestre) 8,00% (segundo semestre)                                                      | Resoluciones de 29/12/2015 y 28/06/2016                                          |
| 2017 | 3,00%                                                    | 3,75%                                                   | Art. 134.4 Constitución española de 1978 (prórroga presupuestaria tácita -ver más arriba, en antecedentes históricos-, por no haberse aprobado a su debido tiempo los Presupuestos Generales del Estado para 2017; esta ley, sin embargo, acabó promulgándose como Ley 3/2017, de 27 de junio, pero en su disposición adicional 44.ª mantuvo el mismo tipo de interés legal, con lo que los tipos indicados se mantuvieron vigentes durante todo el año.) | 8,00% (primero y segundo semestres)                                                                   | Resoluciones de 27/12/2016 y 27/06/2017                                          |
| 2018 | 3,00%                                                    | 3,75%                                                   | Art. 134.4 Constitución española de 1978 (prórroga presupuestaria tácita -ver más arriba, en antecedentes históricos-, por no haberse aprobado a su debido tiempo los Presupuestos Generales del Estado para 2018; esta ley, sin embargo, acabó promulgándose como Ley 6/2018, de 3 de julio, pero en su disposición adicional 57.ª mantuvo el mismo tipo de interés legal, con lo que los tipos indicados se mantuvieron vigentes durante todo el año.)  | 8,00% (primero y segundo semestres)                                                                   | Resoluciones de 21/12/2017 y 27/06/2018                                          |
| 2019 | 3,00%                                                    | 3,75%                                                   | Art. 134.4 Constitución española de 1978 (prórroga presupuestaria tácita -ver más arriba, en antecedentes históricos-, por no haberse aprobado a su debido tiempo los Presupuestos Generales del Estado para 2019.) | 8,00% (primero y segundo semestres)                                                                   | Resoluciones de 19/12/2018 y 26/06/2019                                          |
| 2020 | 3,00%                                                    | 3,75%                                                   | Art. 134.4 Constitución española de 1978 (prórroga presupuestaria tácita -ver más arriba, en antecedentes históricos-, por no haberse aprobado a su debido tiempo los Presupuestos Generales del Estado para 2020.) | 8,00% (primero y segundo semestres)                                                                   | Resoluciones de 27/12/2019 y 25/06/2020                                          |
| 2021 | 3,00%                                                    | 3,75%                                                   | Ley 11/2020, de 30-12-2020 | 8,00% (primero y segundo semestres)                                                                   | Resoluciones de 30/12/2020 y 29/06/2021                                          |
| 2022 | 3,00%                                                    | 3,75%                                                   | Ley 22/2021, de 28-12-2021 | 8,00% (primero y segundo semestres)                                                                   | Resoluciones de 30/12/2021 y 28/06/2022                                          |
| 2023 | 3,25%                                                    | 4,0625%                                                 | Ley 31/2022, de 23-12-2022 | 10,50% (primer semestre) 12,00% (segundo semestre)                                                    | Resoluciones de 28/12/2022 y 28/06/2023                                          |
| 2024 | 3,25%                                                    | 4,0625%                                                 | Art. 134.4 Constitución española de 1978 (prórroga presupuestaria tácita -ver más arriba, en antecedentes históricos-, por no haberse aprobado a su debido tiempo los Presupuestos Generales del Estado para 2024.) | 12,50% (primer semestre) 12,25% (segundo semestre)                                                    | Resoluciones de 28/12/2023 y 26/06/2024                                          |
| 2025 | 3,25%                                                    | 4,0625%                                                 | Art. 134.4 Constitución española de 1978 (prórroga presupuestaria tácita -ver más arriba, en antecedentes históricos-, por no haberse aprobado a su debido tiempo los Presupuestos Generales del Estado para 2025.) | 11,15% (primer semestre) 10,15% (segundo semestre)                                                    | Resoluciones de 30/12/2024 y 25/06/2025                                          |